# Pieni-Vuolinko
Pieni-Vuolinko är en sjö i kommunen S:t Michel i landskapet Södra Savolax i Finland. Sjön ligger 98,2 meter över havet. Den är 12,25 meter djup. Arean är 56 hektar och strandlinjen är 6,77 kilometer lång. Sjön  ingår i Vuoksens huvudavrinningsområde.   Den ligger nära S:t Michel och omkring 210 kilometer nordöst om Helsingfors. 